# UICC

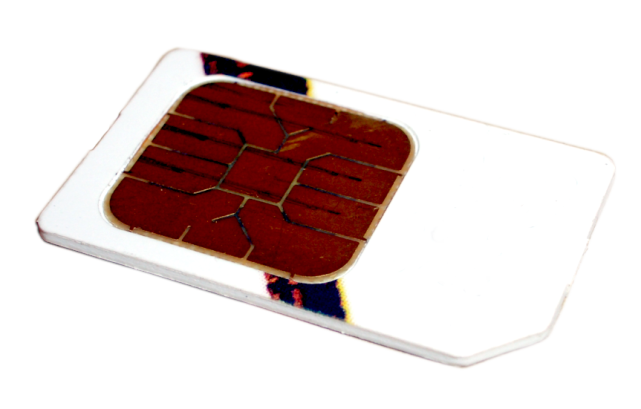
Čipová karta používaná v mobilních telefonech GSM

Různé velikosti UICC karet

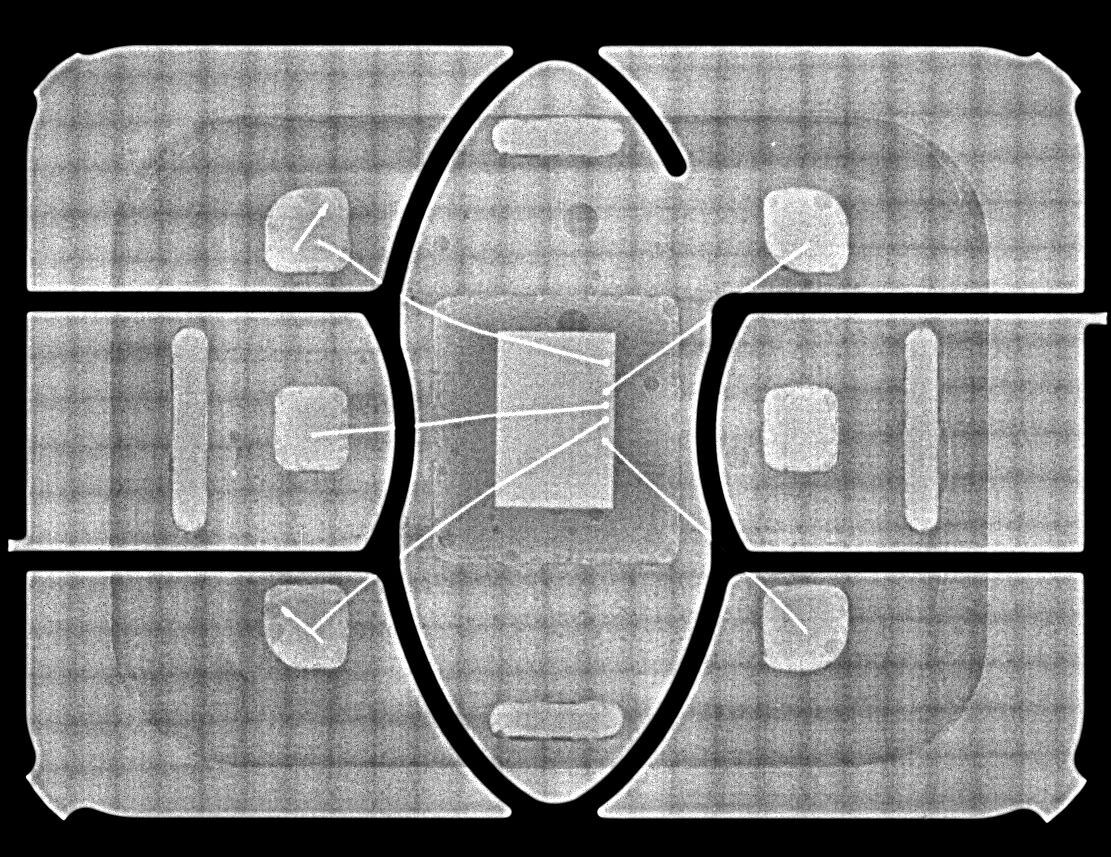
Na rentgenovém snímku SIM karty je vidět polovodičový čip (malý obdélník uprostřed) a pět vodičů vedoucích ke spojovacím ploškám

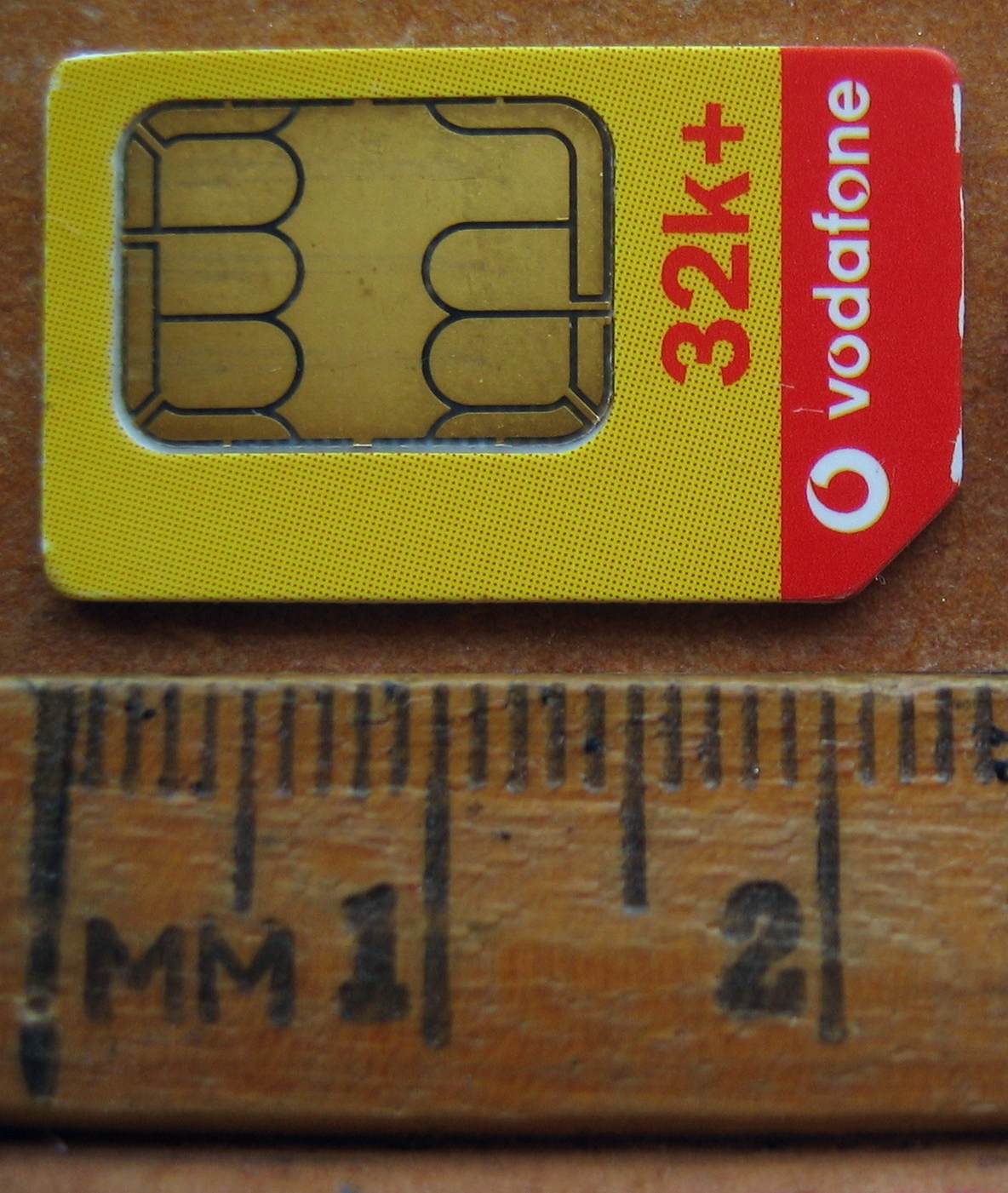
Běžná (Mini) SIM karta Vodafone New Zealand o rozměrech 25 × 15 mm

UICC je v telekomunikacích označení pro čipovou kartu používanou v mobilních telefonech v sítích 2G (GSM), 3G (UMTS), 4G (LTE) a 5G, která zajišťuje integritu a datovou bezpečnost osobních dat účastníka. UICC typicky obsahuje několik set kilobytů paměti.
NIST SP 800-101 Rev. 1 a NIST Computer Security Resource Center Glossary uvádějí, že v praxi „bývá UICC nazývána SIM, USIM, RUIM nebo CSIM a používá se jako synonymum s těmito termíny“, i když jde o přílišné zjednodušení.

## Design
UICC smart karta obsahuje CPU, paměti ROM, RAM, EEPROM a obvody rozhraní. Nejstarší verzí byla smart karta IEC 7810 ID-1 velikosti platební karty (85 × 54 mm). Velmi brzy se začaly používat karty velikosti 25 × 15 mm (ISO/IEC 7810 ID-000, viz obrázky). S postupující miniaturizací telefonů bylo vytvořeno několik menších verzí těchto karet.

## Různé generace sítí
V sítích 2G byla SIM karta a SIM aplikace spojeny dohromady, takže „SIM karta“ mohla znamenat fyzickou SIM kartu nebo jakoukoli jinou fyzickou kartu se SIM aplikací.
UICC může obsahovat několik aplikací; pro přístup k síti GSM obsahuje SIM aplikaci, pro přístup k síti UMTS obsahuje USIM aplikaci, díky čemuž je možné jednu kartu používat pro přístup do sítě GSM i UMTS. UICC zároveň poskytuje úložný prostor pro telefonní seznam a jiné aplikace. Do GSM sítě je možné přistupovat i pomocí USIM aplikace a do UMTS sítě pomocí SIM aplikace, pokud to mobilní terminál dovoluje. Pro služby IMS v UMT release 5 je nutná nová aplikace, IP multimédia Services Identity Module (ISIM). Telefonní seznam je zvláštní aplikace, která není součástí žádného modulu účastnické identity.
Pro práci v síti cdmaOne/CDMA2000 („CDMA“) UICC obsahuje CSIM aplikaci, spolu s aplikacemi 3GPP USIM a SIM. Karta se všemi třemi aplikacemi se nazývá removable user identity card (vyměnitelná karta identity uživatele) neboli R-UIM. R-UIM karta může být tedy vložena do mobilního telefonu CDMA, GSM nebo UMTS a bude fungovat ve všech případech.
Běžně se označuje názvem SIM karta. V sítích 3G však není správné mluvit o USIM kartě, CSIM kartě nebo SIM kartě, protože jde o tři aplikace běžící na UICC kartě.

## Použití
Díky tomu, že je slot pro kartu standardizovaný, může účastník snadno přenést svůj mobilní účet a telefonní číslo z jednoho telefonu do druhého. Přitom přenese také svůj telefonní seznam a textové zprávy. Účastník může také změnit mobilního operátora vložením UICC karty jiného mobilního operátora do svého telefonu. To však nemusí být vždy možné, protože někteří mobilní operátoři znemožňují, aby telefony, které prodávají, byly používány v síti konkurenčních mobilních operátorů. Toto opatření se nazývá SIM lock.
Použití a obsah karty lze chránit pomocí PIN kódů. Kód PIN1 slouží ke zpřístupnění normálních funkcí telefonu. Další kód, PIN2, zpřístupňuje použití speciálních funkcí (jako omezení volání jen na zvolená čísla). Kódy PUK1 (anglicky Personal unblocking code), příp. PUK2 se používají pro změnu kódu PIN1, příp. PIN2.
V konfiguraci UICC je standardizovaná integrace ETSI frameworků a Application management of GlobalPlatform.